# Peter van den Breemerweg 2
De boerderij aan de Peter van den Breemerweg 2 is een gemeentelijk monument in Soest in de provincie Utrecht. 
De langhuisboerderij uit de tweede helft van de 18de eeuw staat aan het einde van een oprit aan het eind van de Van den Breemerweg aan de spoorlijn Soest- Amersfoort. Bij een grote verbouwing in 1943 werd aan weerszijden een aanbouw geplaatst. Rechts naast de boerderij is een schuur. Het afgewolfde dak is gedekt met riet. In de symmetrische voorgevel is in het midden een groot samengesteld venster met aan weerszijden een kleiner venster. In de voorkamer zijn tegeltableaus uit de bouwtijd bewaard gebleven. 